# Convenciones de asignación de nombres en la Armada Imperial Japonesa
Las convenciones de asignación de nombres en la Armada Imperial Japonesa son básicamente distintas de las occidentales. A los buques de guerra japoneses nunca se les ha dado el nombre de una persona. Previamente a la Segunda Guerra Mundial la asignación de nombres experimentó varios cambios hasta centrarse definitivamente.

## Maru
La palabra maru (丸, que significa "círculo") es habitualmente añadida a los nombres de buques japoneses. Existen varias teorías acerca de esta práctica. La más común es que los buques eran considerados como castillos flotantes, y la palabra hacía referencia a los círculos defensivos o maru que protegen el castillo. Otra explicación es que el sufijo -maru es habitualmente empleado en palabras que representan algo apreciado, y por tanto, los marineros añadían el sufijo al nombre de sus barcos. Una tercera explicación es que el término maru es usado en adivinación, y representa la perfección o totalidad, como el barco como un pequeño mundo en sí mismo.
Una última explicación es la leyenda de Hakudo Maru, un ser celestial que vino a la tierra a enseñar a los humanos a construir barcos. Se dice que la partícula maru del nombre del barco trata de invocar la protección del citado ser divino.
Los barcos privados y comerciales mantienen esta convención hasta el presente.

## Primeras convenciones
Cuando se formó la Armada Imperial Japonesa, el ministro de la Marina, entregaba nombres potenciales al Emperador para su aprobación. Durante los primeros años, los buques eran a menudo donados por el Shogunato o diversos clanes, manteniendo sus nombres originales.
En 1891 el procedimiento cambió debido a la modificación de la estructura del gobierno. Dos nombres eran sugeridos por el ministro de la Marina al Gran Chambelán, que los transmitía al Emperador. Éste podía elegir uno de los nombres sugeridos, o bien uno distinto, de su propio gusto.
Los navíos capturados durante la Primera Guerra Sino-japonesa mantuvieron sus nombres originales, pero con pronunciación japonesa. Por ejemplo, el acorazado chino Zhenyuan pasó a ser el Chin'en.
En 1867 el ministro de la Marina fue autorizado a escoger los nombres de las lanchas torpederas sin necesidad de aprobación imperial. En 1902 se obtuvo el mismo privilegio para los destructores.
En 1895 se hizo una propuesta desde el Ministerio de la Marina para establecer un estándar. Concretamente, el ministro sugirió que los acorazados y cruceros fueran bautizados con el nombre de provincias o santuarios dedicados a proteger Japón.
Los nombres de los barcos capturados durante la guerra ruso-japonesa no podían ser mantenidos, dado que Rusia y Japón no compartían un alfabeto. Algunos de estos buques fueron rebautizados con nombres relativos al lugar donde fueron capturados, o con algún otro aspecto de la guerra, como el mes de captura. Algunos otros fueron rebautizados con nombres fonéticamente similares a sus nombres rusos originales, como el Angara, que pasó a ser el Anegawa.
En 1921 el ministro de la Marina obtuvo autoridad para escoger el nombre de cualquier navío a excepción de los acorazados, portaaviones y cruceros. En todo caso, el ministro debía informar inmediatamente al Emperador de cualquier nombre otorgado.

## Segunda Guerra Mundial
Durante este período, un nuevo y completo sistema fue puesto en marcha para nominar los buques. He aquí el listado, con ejemplos:
- Portaaviones (hasta 1944) — pájaros o animales voladores mitológicos
  - Hiryū (飛龍) dragón volador
  - Chūyō (冲鷹) halcón celestial)
- Portaaviones (desde 1944) — montañas
  - Katsuragi (葛城) una montaña entre Nara y Osaka
  - Ikoma (生駒) una montaña entre Nara y Osaka
- Acorazados — antiguas provincias
  - Yamato (大和) Provincia de Yamato
  - Mutsu (陸奥) Provincia de Mutsu
- Cruceros pesados — montañas
  - Kinugasa (衣笠) parasol de seda, un volcán
  - Takao (高雄) un monte en Kioto
- Cruceros ligeros — ríos
  - Tone (利根) río de la región de Kantō
  - Yahagi (矢矧) un río de Nagano
- Cruceros de entrenamiento (post-1940) — santuarios sintoístas
- Destructores — clima
  - Ikazuchi (雷) trueno
  - Yukikaze (雪風) viento níveo
- Destructores ligeros — plantas, clima
- Lanchas torpederas — pájaros
- Submarinos — sin nombre, solo numerados
- Porta submarinos — ballenas
- Buques de escolta (post-1940) — islas
- Destructores Tipo A (post-1943) — agua, plantas
  - Momo (桃) melocotón
  - Takanami (高波) gran ola
- Destructores Tipo B (post-1943) — luna, viento, nubes, estaciones
  - Akizuki (秋月) Luna de otoño
  - Yūgumo (夕雲) nube vespertina

### Excepciones a la regla
Cuando un buque era convertido de un tipo a otro, por ejemplo, de acorazado o crucero a portaaviones, o de crucero de batalla a acorazado, mantenía su nombre original, por lo que no seguía la regla de su nueva clasificación, como se puede ver en los siguientes ejemplos:
- Shinano (信濃) originalmente el tercer acorazado de la Clase Yamato, fue convertido en portaaviones, manteniendo su nombre de provincia en lugar de ser volador.
- Haruna (榛名) originalmente un crucero de batalla con nombre de montaña, lo mantuvo tras su conversión a acorazado en lugar de un nombre de provincia.
- Chikuma (筑摩) originalmente crucero ligero, fue convertido en crucero pesado, manteniendo su nombre de río en lugar de montaña.

## Nombres post-Segunda Guerra Mundial
Antes del fin de la contienda, los nombres se escribían en kanji. Tras la guerra, y la reorganización de la Marina, se abandonó esta costumbre en favor del silabario hiragana, para aumentar la percepción de distancia entre ambas Marinas. De todos modos, durante la Segunda Guerra Mundial, los destructores solían llevar su nombre escrito a babor y estribor en el otro silabario japonés, el katakana. 
Desde 1948 se han reutilizado los nombres de la mayoría de los buques empleados en la Segunda Guerra Mundial, pero sin seguir ningún patrón sistemático.

## Traducción de nombres
Las traducciones de los nombres de los buques de guerra crean en ocasiones nombres muy bellos, pero la traducción literal de los caracteres no representa necesariamente cómo el nombre es percibido por los japoneses. Por ejemplo, Akagi es percibido como "castillo rojo", del mismo modo que para un español Valencia es "la ciudad del Turia".
Hay una tendencia a traducir los nombres de un modo exageradamente poético. Por ejemplo, el Shōkaku es frecuentemente traducido como "grulla elevándose hacia los cielos", cuando "grulla voladora" o "grulla que planea" es más acertado. Otra traducción de este tipo es "tierra de los divinos árboles de la zarzamora" para el acorazado Fusō, que era una palabra china para designar un árbol mítico, que se suponía crecía al Este, y por tanto, resultaba un modo poético de referirse a Japón.
En la Segunda Guerra Mundial, la composición de la Armada era un secreto militar. Los oficiales de inteligencia de los Estados Unidos obtenían su información a partir de reconocimientos fotográficos, interrogatorio de prisioneros e intercepción de señales. Inevitablemente hubo errores y malinterpretaciones. Por ejemplo, un prisionero de guerra japonés, tras la Batalla de Midway, informó de la existencia de un portaaviones llamado Hayataka. Esto fue una incorrecta interpretación de los kanji
隼鷹, que son correctamente leídos como Junyō. Muchos documentos hacen referencia al Junyō como Hayataka o a su clase como clase Hayataka.